# استینا اکبلاد
استینا اکبلاد (فنلاندی: Stina Ekblad؛ زادهٔ ۲۶ فوریهٔ ۱۹۵۴) هنرپیشۀ زنِ فنلاندی است. وی از سال ۱۹۷۵ میلادی تاکنون مشغول فعالیت بوده ‌است.
از فیلم‌ها یا سریال‌های تلویزیونی که وی در آن نقش داشته‌ است، می‌توان به کارل، سمفونی کودکی من، فانی و الکساندر، آنچه ما نیاز داریم عشق است، بی‌وفا، دزدها و آوگوست استریندبری: یک عمر اشاره کرد.